# Tectaria lawrenceana
Tectaria lawrenceana är en ormbunkeart som först beskrevs av Moore, och fick sitt nu gällande namn av Carl Frederik Albert Christensen. Tectaria lawrenceana ingår i släktet Tectaria och familjen Tectariaceae. Inga underarter finns listade.